# Shaun Edwards

a Compétitions nationales et continentales officielles uniquement.

b Matchs officiels uniquement.
Shaun Edwards, né le 18 octobre 1966 à Wigan, Lancashire, est un joueur anglais de rugby à XIII au poste d'arrière, de demi d'ouverture ou de demi de mêlée, puis entraîneur de rugby à XV. Il est le fils d'un joueur de rugby à XIII de Warrington, Jackie Edwards, des années 1950 et 60.

## Biographie
Après avoir été capitaine des sélections scolaires d'Angleterre aussi bien en rugby à XV qu'en rugby à XIII, Shaun Edwards s'engage avec le club de rugby à XIII de Wigan dans les années 1980 avec lequel il remporte trois World Club Challenge, huit Championnats d'Angleterre et huit Coupes d'Angleterre. Il dispute par la suite des matchs avec le club australien Balmain avec lequel il atteint la finale du Championnat de Nouvelle-Galles du Sud en 1989, Bradford et enfin les London Broncos avec lesquels il atteint la finale de la Coupe d'Angleterre en 1999.
Ses performances en club l'amènent à intégrer la sélection britannique (trente-six reprises) dont il fut capitaine, la sélection d'Angleterre (à trois reprises) disputant avec cette dernière la finale de la Coupe du monde 1995 perdue contre l'Australie, ainsi que la sélection d'Irlande (à une reprise). 
Il reçoit au cours de sa carrière de nombreux titres honorifiques individuels tels le Man of Steel Award en 1990, une entrée au « Temple de la renommée du rugby à XIII » en 2015, une entrée au « Temple de la renommée » de Wigan et le titre d'officier de l'Ordre de l'Empire britannique.
Edwards est sélectionné 36 fois pour la Grande-Bretagne, dont il a été capitaine à plusieurs reprises. Il joue deux coupes du monde (1991 et 1995).
Après sa riche carrière de joueur de rugby à XIII, il devient l'entraîneur des London Wasps qui évoluent en championnat d'Angleterre pendant 10 ans de 2001 à 2011 puis entraîneur de la défense de l'équipe galloise de rugby à XV de 2008 à 2019. Il travaille ainsi de 2002 à 2005 puis de 2008 à 2019 aux côtés de l'entraîneur néo-zélandais Warren Gatland.
Alors qu'il devait aussi devenir entraîneur de la défense du RC Toulon en 2016, la Fédération galloise de rugby à XV ne l'autorise pas à cumuler les deux fonctions dénonçant un accord avec le club toulonnais « inacceptable ». Au mois d'avril 2019, il est pressenti pour devenir l'entraîneur de l'équipe des Wigan Warriors pour la saison 2020. Contre toute attente, il ne donne pas suite à sa candidature malgré des pourparlers bien avancés et écorne quelque peu sa réputation auprès de sa ville d'origine. Des éditorialistes du Wigan Post estiment même que Shaun Edwards a traité les Warriors de « manière épouvantable ».
Après la Coupe du monde de rugby à XV 2019, il quitte l'encadrement de l'équipe du Pays de Galles pour rejoindre celui de l'équipe de France dirigé par le nouveau sélectionneur Fabien Galthié. Il est toujours responsable de l'entraînement de la défense et retrouve alors Raphaël Ibañez, nouveau manager des Bleus, qu'il a entraîné aux London Wasps de 2005 à 2009. Il reste au même poste pour le second mandat de Galthié après la Coupe du monde de rugby à XV 2023.
Shaun Edwards ne renie pas pour autant ses origines sportives : il conserve un lieu au moins symbolique avec le rugby à XIII en se rendant régulièrement au stade Gilbert Brutus pour y voir se disputer des matchs de Super League.  En 2023, il s'intéresse particulièrement à la défense des Dragons catalans.

## Palmarès

### En tant que joueur
Il a constitué son palmarès de joueur uniquement en rugby à XIII.
- Collectif : 
  - Vainqueur du World Club Challenge : 1987, 1991 et 1994 (Wigan).
  - Vainqueur du Championnat d'Angleterre : 1987, 1990, 1991, 1992, 1993, 1994, 1995 et 1996 (Wigan).
  - Vainqueur du Challenge Cup : 1985, 1988, 1989, 1990, 1991, 1992, 1993, 1994 et 1995 (Wigan).
  - Finaliste du Championnat d'Angleterre : 1986, 1989 et 1996 (Wigan).
  - Finaliste du Challenge Cup : 1999 (London Broncos).

- Individuel : 
  - Meilleur joueur du Championnat d'Angleterre : 1990 (Wigan).

### En tant qu'entraîneur
Il a constitué son palmarès d'entraîneur uniquement en rugby à XV, d'abord en tant qu'entraîneur adjoint de Warren Gatland entre 2001 et 2005 responsable de la défense et des avants puis en tant qu'entraîneur principal de 2005 à 2011
- Club :
  - Vainqueur de la Coupe d'Europe : 2004 et 2007 (London Wasps).
  - Vainqueur du Challenge européen : 2003 (London Wasps).
  - Vainqueur du Championnat d'Angleterre : 2003, 2004, 2005 et 2008  (London Wasps).
  - Vainqueur de la Coupe d'Angleterre : 2006 (London Wasps)
- Sélection nationale :
  - Vainqueur du Tournoi des Six Nations : 2008, 2012, 2013, 2019 (Pays de Galles),2022 et 2025 (France), dont 4 Grand Chelem : 2008, 2012, 2019 (Pays de Galles) et 2022 (France).
  - 2e du Tournoi des Six Nations : 2016, 2018 (Pays de Galles) et 2020, 2021, 2023 (France)
  - 4e de la Coupe du monde : 2011 et 2019 (Pays de Galles).